# 吉姆·马鲁雷
吉姆·马鲁雷（1947年4月9日—2020年11月），库克群岛政治人物，前总理。

## 生平
1947年生于库克群岛曼加伊亚岛伊维鲁阿。他在当地就读小学，后在拉罗汤加岛的特雷奥拉学校和新西兰的纳皮尔男子高中继续学业，最终毕业于新西兰达尼丁的奥塔哥大学，回乡从事教育工作。1994年补选为议会议员。1997年与诺曼·乔治从民主党分裂，成立新联盟党。1999年大选后，出任教育部长。2004年至2010年出任总理。2017年因身体原因辞去议员职务。2020年11月在家中逝世。